# Campeonato Mundial de Patinaje de Velocidad sobre Hielo de 1998
El XCII Campeonato Mundial de Patinaje de Velocidad sobre Hielo se celebró en Heerenveen (Países Bajos) del 13 al 15 de marzo de 1998 bajo la organización de la Unión Internacional de Patinaje sobre Hielo (ISU) y la Real Federación Neerlandesa de Patinaje sobre Hielo.
Las competiciones se realizaron en el estadio Thialf. Participaron en total 64 patinadores de 22 países.

## Resultados

### Masculino
| Evento                        | Oro                                      | Plata                                       | Bronce                                 |
| ----------------------------- | ---------------------------------------- | ------------------------------------------- | -------------------------------------- |
| 500 m (13.03)                 | Ids Postma · Países Bajos · 36,48 s      | KC Boutiette Estados Unidos 36,90 s         | Jason Parker · Canadá · 37,14 s        |
| 1500 m (14.03)                | Ids Postma · Países Bajos · 1:48,85      | Rintje Ritsma · Países Bajos · 1:48,86      | Roberto Sighel · Italia · 1:51,19      |
| 5000 m (13.03)                | Ids Postma · Países Bajos · 6:33,09      | Bart Veldkamp · Bélgica · 6:34,60           | Rintje Ritsma · Países Bajos · 6:34,68 |
| 10 000 m (15.03)              | Bart Veldkamp · Bélgica · 13:29,19       | Rintje Ritsma · Países Bajos · 13:43,35     | Roberto Sighel · Italia · 13:45,18     |
| Clasificación general (15.03) | Ids Postma · Países Bajos · 153,367 pts. | Rintje Ritsma · Países Bajos · 154,091 pts. | Roberto Sighel · Italia · 155,830 pts. |

### Femenino
| Evento                        | Oro                                                | Plata                                       | Bronce                                    |
| ----------------------------- | -------------------------------------------------- | ------------------------------------------- | ----------------------------------------- |
| 500 m (13.03)                 | Chris Witty Estados Unidos 39,45 s                 | Becky Sundstrom Estados Unidos 39,97 s      | Annamarie Thomas · Países Bajos · 40,08 s |
| 1500 m (14.03)                | Gunda Niemann-Stirnemann · Alemania · 1:58,69      | Claudia Pechstein · Alemania · 1:59,26      | Chris Witty Estados Unidos 1:59,46        |
| 3000 m (14.03)                | Gunda Niemann-Stirnemann · Alemania · 4:05,08      | Claudia Pechstein · Alemania · 4:07,36      | Anni Friesinger · Alemania · 4:11,57      |
| 5000 m (15.03)                | Gunda Niemann-Stirnemann · Alemania · 7:00,41      | Claudia Pechstein · Alemania · 7:05,70      | Tonny de Jong · Países Bajos · 7:06,34    |
| Clasificación general (15.03) | Gunda Niemann-Stirnemann · Alemania · 163,020 pts. | Claudia Pechstein · Alemania · 163,669 pts. | Anni Friesinger · Alemania · 166,014 pts. |

## Medallero
- Solo se otorgan medallas en la clasificación general.

| Núm. | País         | Oro | Plata | Bronce | Total |
| ---- | ------------ | --- | ----- | ------ | ----- |
| 1    | Alemania     | 1   | 1     | 1      | 3     |
| 2    | Países Bajos | 1   | 1     | 0      | 2     |
| 3    | Italia       | 0   | 0     | 1      | 1     |
|      | TOTAL        | 2   | 2     | 2      | 6     |